# Lopholaimus antarcticus
Lopholaimus antarcticus — вид голубових.

## Поширення
Поширений в Австралії. Ці птахи хороші літуни і їх часто бачили над тропічними лісами і долинами, а також біля пальм, інжиру, евкаліптових лісів і рідколісся. Вони повністю деревні.

## Поведінка
Як правило, харчуються фруктами. Вони отримують воду від дощових крапель з дерев. Їх зрідка можна побачити на відкритій місцевості в пошуках їжі. Зазвичай спостерігаються в групах, які можуть містити до кілька сотень осіб.

## Відтворення
Розмноження відбувається з липня по січень, коли будуються гнізда, як правило, в тропічних лісах високо над землею. Гніздо будується з довгого й вільного гілля. У гніздо викладається велике і злегка блискуче одне яйце.

## Морфологія
Це великі птахи, довжиною від 40 до 46 сантиметрів. Вони мають блідо-сірі груди, темно-сірі крила і чорний хвіст з однієї світлою смугою сірого кольору. Дзьоб червоно-коричневого кольору. Птахи також мають пласкі, широкі гребені, які починаються на дзьобі й звисають з потилиці. Гребінь складається з сірого пір'я спереду і коричнево-червоного пір'я позаду. У молодих птахів дзьоб і смуга на хвості не так яскраво виражені.